# Robert Heymann
Robert Heymann (* 28. Februar 1879 in München; † 23. Jänner 1946 in Oberitalien) war ein deutscher Schriftsteller, Dramaturg, Drehbuchautor und Filmregisseur.

## Leben
Heymann veröffentlichte seit 1901 Dramen, Romane (u. a. „Istar, das ist die Liebe“, „Tod“, „Herrenrecht“, „Das Bild von Sais“ und „Gefallene Frauen“) und die „satyrisch-politische Wochenschrift“ Der Affenspiegel. Seit 1902 arbeitete er zudem als Dramaturg für das Überbrettl, das Zentraltheater in Zürich, und das Intime Theater in München. Zeitweise war er Journalist für die Basler Zeitung.
Während des Ersten Weltkrieges gab ihm die Berliner Luna Film einen Vertrag als Drehbuchautor und Regisseur. Heymann blieb auch in seinen Filmen der dramatischen Akzentuierung treu und drehte mit Schauspielern wie Theodor Loos, Joseph Schildkraut, Ernst Hofmann und Friedrich Kühne.
Ab 1918 beschränkte er seine Filmarbeit auf das Schreiben von Drehbüchern und Mitte der 1920er Jahre zog er sich aus dem Filmgeschäft zurück.
Mit seiner 1909/1910 erschienenen Heftreihe Wunder der Zukunft – Romane aus dem dritten Jahrtausend gilt er als einer der ersten deutschen Vertreter der Science-Fiction in der Unterhaltungsliteratur. Er war somit, neben Robert Kraft und Oskar Hoffmann einer der frühen Autoren von utopisch-phantastischen Heftromanen. Nachgewiesene Pseudonyme sind unter anderen: Max Ladenburg, Mac Lee, Sir John Retcliffe d. J. (Mehrpersonenpseudonym), Fred Roberts und Robert Arden.
Während der Zeit des Nationalsozialismus galt er nach den NS-Rassegesetzen als „Halbjude“. Er emigrierte nach Oberitalien, wo er nach Jahren der Not verstarb.
Sein gleichnamiger Sohn Robert Heymann junior (1901–1963) war unter dem Pseudonym Robert Arden als Krimi- und Western-Autor tätig.

## Werke (Auswahl)
- Gottlose Lieder eines vaterlandslosen Gesellen, 1901
- Weiße Nächte. Märchen, 1901
- Tod. Drama in zwei Akten, 1902
- Laïs die Hetâre, 1902
- Istar, das ist die Liebe. Drama, 1902
- Herrenrecht. Drama in einem Aufzuge, 1902
- Gefallene Frauen. Vier Dramen, 1902
- Das Bild von Sais. Drama, 1903
- Liebe, Scham und Sünde: Streiflichter für unsere Moralisten, 1909
- Der rote Komet, 1909
- Der unsichtbare Mensch vom Jahre 2111, 1909
- Die unter und über der Erde, 1909
- Die Seele des ägyptischen Priesters, 1909
- Die Schreckensfahrt der Atlantik, 1909
- Die dreizehn Femrichter, 1909
- Um die Ehre gespielt. Roman, 1910
- Malves und Gertrudes Schicksale, 1911
- Die Hölle von Sidi-Bel-Abbès. Roman, 1911
- Ein mühsamer Weg: Roman, 1912
- Ein Liebestraum; Napoleon I.: Die Gräfin Walewska, 1913
- Wenn die Gletscher flammen. Roman, 1913
- Das flammende Land. Kriegsroman, 1914
- Im Abgrund der Fremdenlegion, 1914
- Unsere Flieger im Kampfe, 1914
- Die gelbe Hölle. Roman, 1914
- Gesegnete Waffen. Kriegsroman, 1915
- Wunder, die der Krieg getan. Dokumente der Liebe aus eiserner Zeit, 1915
- Völkerrecht und Kriegsgreuel, 1916
- Rasputin. Roman, 1917
- Der Gefangene von Zarskoe Selo. Roman, 1917
- Das fremde Kind. Roman, 1920
- Ein furchtbares Geheimnis, 1920
- Das Geheimnis der schwarzen Perle, 1920
- Don Juan und die Heilige: Roman aus dem Mysterium des verlorenen Paradieses, 1921
- Der Narrentanz der Liebe. Roman, 1924
- Sexualwahn (mit Otto Warneyer und Walter Bahn), 1928
- Sing-sang der Liebe; ein buntes Buch von Liedern, Ludern und Lastern, 1928
- Weiber, Könige, Henker: Roman, 1928
- Christinens Weg durch die Hölle. Roman, 1929
- Der Film in der Karikatur, 1929
- Das Verbrechen, 1930
- Ein Weib, ein Narr, ein Mörder, 1930
- Radanika die Gefangene der Urwalds. Roman, 1930
- Der masochistische Mann, 1931
- Die hörige Frau, 1931
- Sexuelle Hörigkeit, 1931
- Das hemmungslose Mädchen. Roman, 1932
- Nimm mich zu dir, 1933

## Filmografie (als Drehbuchautor)
- 1916: Börse und Adel
- 1916: Der Mann, den das Schicksal sandte
- 1916: Die aus dem Jenseits kam... (auch Regie)
- 1916: Die Frau im Spiegel (auch Regie)
- 1916: Schweigepflicht (auch Regie)
- 1916: Das letzte Spiel (auch Regie)
- 1917: Und wenn ich lieb’ nimm dich in acht...!
- 1917: Das geborgte Leben
- 1917: Die Memoiren des Satans, 1. Teil: Dr. Mors (auch Regie)
- 1917: Die Memoiren des Satans, 2. Teil: Fanatiker des Lebens (auch Regie)
- 1917: Der Fluchbeladene (auch Regie)
- 1917: Der Sturz der Menschheit (auch Regie)
- 1918: Die lachende Maske
- 1918: Lola Montez
- 1918: Opfer der Gesellschaft
- 1918: Die letzte Liebesnacht der Inge Tolmein
- 1918/19: Kain (4 Teile)
- 1919: Wenn Freunde zu Rivalen werden
- 1919: Die gefährliche Abenteuerin
- 1919: Das Geheimnis des Schafotts
- 1919: Das Raritätenkabinett
- 1920: Die Morphinistin
- 1920: Die Notheirat
- 1920: Schwarzwaldmädel
- 1920: Büßer der Leidenschaft
- 1920: Die Kronjuwelen des Herzogs von Rochester
- 1920: Lederstrumpf, 1. Teil: Der Wildtöter und 2. Teil: Der letzte Mohikaner
- 1920: Ninon de Lenclos
- 1920: Ihr Recht (nur Drehbuch)
- 1920/21: Das Geheimnis der sechs Spielkarten (6 Teile)
- 1921: Der König von Golconda (3 Teile)
- 1921: Das Verbrechen von Houndsditch
- 1921: Cocain
- 1922: Die Frau mit den zehn Masken (4 Teile)
- 1923: Dieter, der Mensch unter Steinen
- 1924: Die Schuld (nur Drehbuch)
- 1924: Die Tragödie der Entehrten
- 1924: Im Schatten der Anderen